# Flughafen Täbris

i7
i11
i13
Der Flughafen Täbris (persisch فرودگاه بین‌المللی شهید مدنی تبریز, englisch Tabriz International Airport, (IATA-Code: TBZ, ICAO-Code: OITT)) ist ein Verkehrsflughafen in der iranischen Stadt Täbris. Ein Teil des Flughafens wird von der Iranischen Luftwaffe militärisch genutzt. Der Flughafen ist sowohl für die rund 1,56 Mio. Einwohner zählende Stadt als auch für die Provinz Ost-Aserbaidschan, in der etwa 3,90 Mio. Menschen leben (Stand: Volkszählung 2016), von besonderer wirtschaftlicher Bedeutung.
Der Flughafen wurde Berichten zufolge bei den Luftangriffen während Israels Operation Rising Lion am 13. Juni 2025 angegriffen.

## Fluggesellschaften und Flugziele
| Fluggesellschaft       | Flugziele                                                                  |
| ---------------------- | -------------------------------------------------------------------------- |
| ATA Airlines           | Batumi, Bagdad, Kisch, Flughafen Istanbul, Maschhad                        |
| Caspian Airlines       | Dubai, Teheran-Mehrabad, Maschhad                                          |
| Iran Air               | Ahvaz, Bandar Abbas, Isfahan, Istanbul, Dschidda, Medina, Teheran-Mehrabad |
| Iran Airtour           | Assaluyeh                                                                  |
| Iran Aseman Airlines   | Schiras, Teheran-Mehrabad                                                  |
| Kish Air               | Assaluyeh, Dubai, Istanbul-Sabiha Gökçen, Maschhad, Teheran-Mehrabad       |
| Mahan Air              | Dschidda                                                                   |
| Naft Air               | Māhschahr                                                                  |
| Saudi Arabian Airlines | Dschidda, Medina                                                           |
| Tailwind Airlines      | Adana                                                                      |
| Turkish Airlines       | Istanbul                                                                   |
| Qeshm Air              | Hamburg, Teheran-Imam Chomeini                                             |